# Västmalaysia

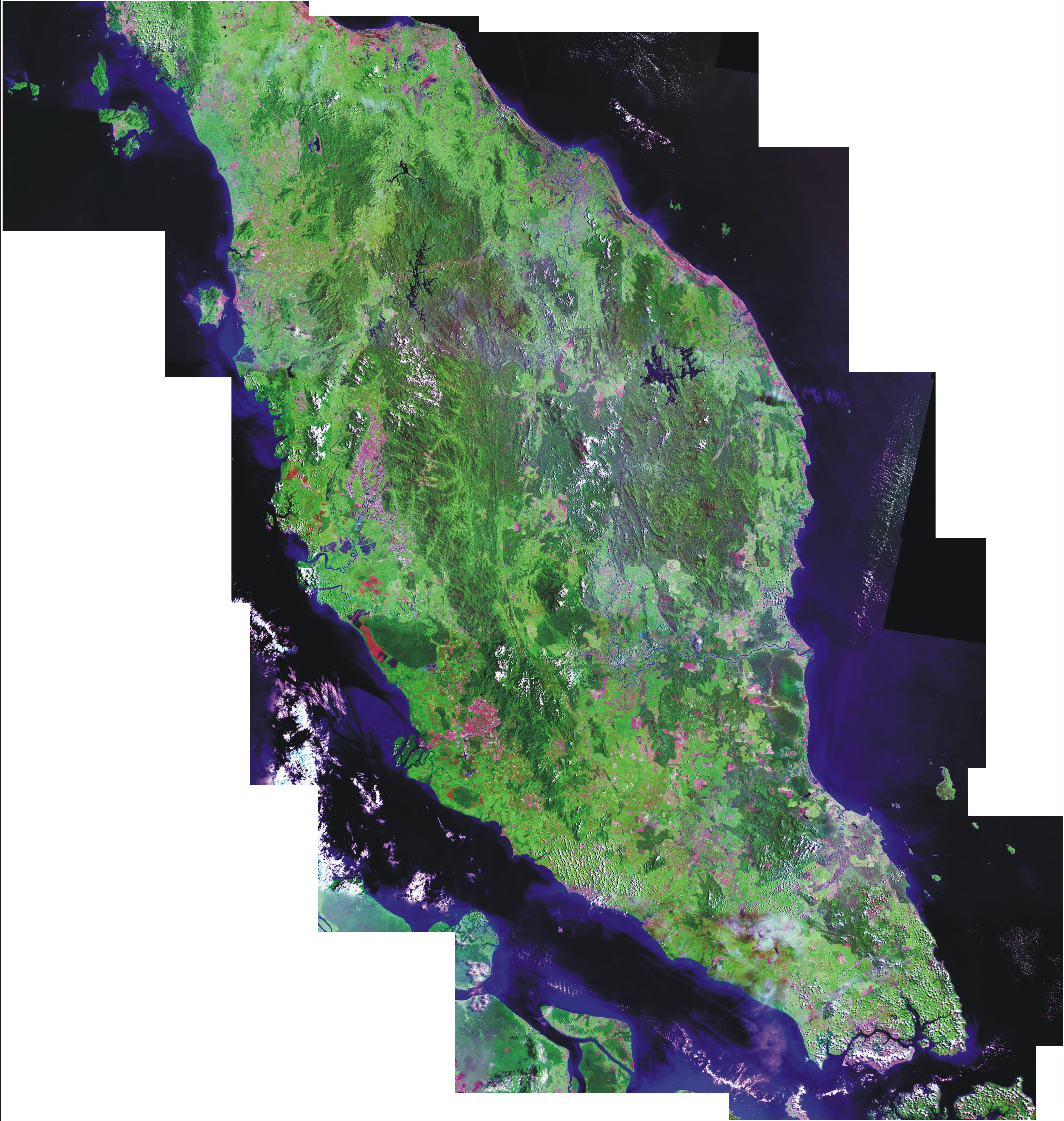
Västmalaysia

Västmalaysia (tidigare kallat Malaya) är den del av Malaysia som är belägen på Malackahalvön och intilliggande öar. Tillsammans med Östmalaysia och Singapore bildades staten Malaysia 1963. Singapore blev självständigt 1965. Huvuddelen av Malaysias befolkning finns i Västmalaysia, som även är dess ekonomiskt viktigaste område.

## Administrativ indelning
- Norra regionen: Perlis, Kedah, Pinang, Perak
- Östra regionen:  Kelantan, Terengganu, Pahang
- Centrala regionen: Selangor, Kuala Lumpur, Putrajaya
- Södra regionen: Negeri Sembilan, Malacka, Johor